# Фолкмар I (Харцгау)
Фолкмар I (на немски: Volkmar I, Folkmar, † пр. 961) е граф в гауграфство Харцгау и вероятно прародител на род Ветини.
Той е син вероятно на граф Фридрих II в Харцгау и внук на граф Фридрих I в Харцгау.
Фолкмар I получава през 945 г., заедно с брат си Рикберт, от император Ото I правото на собственост на дотогава кралската собственост във Вискау и четири селища в славянската територия на река Фуне в Гау Зеримунт (в Саксония-Анхалт). От баща си Фридрих II той наследява Швабенгау, а брат му Рикберт – Харцгау. Фолкмар умира преди 961 г.

## Деца
Фолкмар е баща на:
Според Lexikon des Mittelalters (том IX) те са:
- Фридрих III, граф в Харцгау
- Дитрих I († 982), граф, прародител на Ветините
- Фредеруна († 1015 в замък Цьорбиг), ∞ I. Вихман граф на Енгерн († 21 февруари 944), II. граф Бруно фон Арнебург († 978)

Според Ото Посе, Die Wettiner: Genealogie des Gesamthauses Wettin, те са:
- Рикдаг II († 985), маркграф на Майсен
- Елсуит († сл. 985), абатиса на манастир Гербщет